# Liste von Sakralbauten im Landkreis Zwickau
Die Liste von Sakralbauten im Landkreis Zwickau gibt eine möglichst vollständige Übersicht der im Landkreis Zwickau im Südwesten des Landes Sachsen vorhandenen relevanten Sakralbauten mit ihrem Status, Adresse, Koordinaten und einer Ansicht (Stand September 2023).

## Kapellen
| Artikel                                          | Beschreibung | Gemeinde          | Ort                      | Bild            | Koordinaten                  |
| ------------------------------------------------ | --- | ----------------- | ------------------------ | --------------- | ---------------------------- |
| Burgkapelle Altschönfels                         | Gehört zu Burg Schönfels, Zeugnis eines mittelalterlichen Feudalsitzes. Gut erhaltene spätmittelalterliche Höhenburg auf Diabaskegel                                                                             | Lichtentanne      | Schönfels (Lichtentanne) | weitere Bilder  | 50° 40′ 34″ N, 12° 24′ 0″ O  |
| Friedhofskapelle Bockwa                          | Denkmale von stadtgeschichtlicher und teilweise auch künstlerischer Bedeutung. Grabmale/Erbbegräbnisse: u. a. Erbbegräbnis Fam. Würker, 1921, Grabmal aus Sandstein mit Einfriedung zum Teil aus Schmiedeeisen   | Zwickau           | Bockwa                   | Bild gesucht BW | 50° 41′ 2″ N, 12° 30′ 18″ O  |
| Friedhofskapelle Crimmitschau                    | Friedhofskapelle (1865) im neuromanischen Stil | Crimmitschau      | Crimmitschau             |                 | 50° 49′ 12″ N, 12° 22′ 33″ O |
| Friedhofskapelle Crossen                         | Kapelle (1905) des Friedhofs Crossen, dieser wurde um 1865 nach einer Cholera-Epidemie außerhalb des Ortes angelegt                                                                                              | Zwickau           | Crossen                  | Bild gesucht BW | 50° 45′ 29″ N, 12° 29′ 49″ O |
| Friedhofskapelle Falken                          | Baugeschichtlich und ortsgeschichtlich von Bedeutung. Im Heimatstil, massiv, teilw. Fachwerk verbrettert, Fenster mit Bleiverglasung.                                                                            | Callenberg        | Falken (Callenberg)      |                 | 50° 50′ 25″ N, 12° 41′ 1″ O  |
| Friedhofskapelle Jacobusfriedhof Mülsen          | Große Saalkirche im klassizistischen Stil, Kapelle: Kein Denkmal, Kirche bezeichnet 1841, Gefallenendenkmal | Mülsen            | Mülsen St. Jacob         | Bild gesucht    | 50° 43′ 43″ N, 12° 34′ 57″ O |
| Friedhofskapelle Kuhschnappel                    | Schlichter Rechtecksaal mit Dachreiter, wohl 20. Jh. | St. Egidien       | Kuhschnappel             | weitere Bilder  | 50° 48′ 33″ N, 12° 38′ 22″ O |
| Friedhofskapelle Lichtentanne                    | Schlichter Kapellenbau der 1920er Jahre: Kapelle: Putzbau mit apsidialem Schluss, Eingangsvorbau auf Pfeilern und Walmdach. Darin Flügelaltar von Peter Breuer, datiert 1509                                     | Lichtentanne      | Lichtentanne             | Bild gesucht BW | 50° 41′ 46″ N, 12° 25′ 33″ O |
| Friedhofskapelle Meerane                         | Neue Kapelle von Architekt Paul Bender, Dresden. Friedhofskapelle mit Kuppel und Innenausstattung, 1912–14 erbaut                                                                                                | Meerane           | Meerane                  | Bild gesucht BW | 50° 51′ 17″ N, 12° 28′ 19″ O |
| Friedhofskapelle Mülsen St. Micheln              | Kirchhof mit Rest der Kirchhofsmauer, Denkmal für die Gefallenen des 1. Weltkrieges sowie einige Grabmale: Eisenkreuz (1849), Grabstein Johannes (1917) und fünf alte Grabsteine                                 | Mülsen            | Mülsen St. Micheln       | weitere Bilder  | 50° 44′ 53″ N, 12° 34′ 9″ O  |
| Friedhofskapelle Neukirchen                      | Friedhofskapelle im Jugendstil von baugeschichtlichem und künstlerischem Wert | Neukirchen/Pleiße | Neukirchen/Pleiße        | Bild gesucht    | 50° 47′ 45″ N, 12° 22′ 32″ O |
| Friedhofskapelle Waldenburg                      | Friedhofskapelle der Lutherkirchgemeinde von Waldenburg-Altstadt, schlichter Rechteckbau im Rundbogenstil | Waldenburg        | Waldenburg Unterstadt    |                 | 50° 51′ 52″ N, 12° 36′ 42″ O |
| Friedhofskapelle Werdau                          | Stattlicher neuromanischer Sichtbacksteinbau mit zentraler Kuppelrotunde, 1906 nach Plan von Oskar Möbius und Wilhelm Kretzschmar erbaut.                                                                        | Werdau            | Werdau                   | weitere Bilder  | 50° 43′ 35″ N, 12° 23′ 26″ O |
| Friedhofskapelle und Grufthaus Wildenfels        | Gruft: kleiner Putzbau mit Dreiecksgiebel und Pilastern, geschwungenes Walmdach, Kapelle: kleiner Saal mit Rundbogenfenstern, halbrunde Apsis, die W-Seite risalitartig betont, über dem Eingang Sandsteinrelief | Wildenfels        | Wildenfels               | Bild gesucht BW | 50° 39′ 52″ N, 12° 36′ 33″ O |
| Friedhofskapelle Wilkau-Haßlau                   | Friedhofskapelle: schlichter Klinkerbau, VDN-Denkmal von Alfred Schweigert, 1947, Familiengrab Fabrikanten Dietel mit neuklassizistischer Kolonnade                                                              | Wilkau-Haßlau     | Wilkau-Haßlau            |                 | 50° 40′ 10″ N, 12° 30′ 41″ O |
| Friedhofskapelle Paulusfriedhof Zwickau          | Friedhofskapelle 1890 mit Bleiglasfenstern und gusseisernes Kreuz, Ziegelrohbau mit Zahnschnittfries | Zwickau           | Zwickau                  | Bild gesucht BW | 50° 42′ 49″ N, 12° 27′ 10″ O |
| Kapelle St.-Laurentius-Friedhof Lichtenstein/Sa. | Barock-klassizistisches Grufthaus für Christian Friedrich Böttger, neogotische Friedhofskapelle. Leichenhalle: italienischer Stil, Friedhofskapelle: Geschenk Brüder Seidel, Fabrikanten, Klinker                | Lichtenstein/Sa.  | Lichtenstein             | Bild gesucht BW | 50° 45′ 16″ N, 12° 38′ 13″ O |
| Friedhofskapelle Oberstadtfriedhof Waldenburg    | Kapelle mit Kreuzigungs-Relief über dem Zugang | Waldenburg        | Waldenburg Oberstadt     | Bild gesucht BW | 50° 52′ 24″ N, 12° 36′ 0″ O  |
| Kath. Liebfrauen-Kapelle Fraureuth               | Kath. Kapelle; baugeschichtlich und ortsgeschichtlich von Bedeutung, schlichter Bau mit bogenförmigem Zollingerdach und Dachreiter                                                                               | Fraureuth         | Fraureuth                | Bild gesucht BW | 50° 42′ 38″ N, 12° 21′ 58″ O |
| Friedhofskapelle Pölbitz                         | Friedhofskapelle von 1921, Ziegelrohbau mit Satteldach und ehemals zwei Seiten | Zwickau           | Pölbitz                  | Bild gesucht BW | 50° 44′ 31″ N, 12° 30′ 28″ O |
| Katholische Kapelle Crimmitschau                 | Ein späthistoristischer Bau mit Jugendstilelementen, Putzfassade mit Klinkergliederung und Fachwerkgiebel. Gehörte ehemaligem Wollhändler.                                                                       | Crimmitschau      | Crimmitschau             | Bild gesucht BW | 50° 48′ 31″ N, 12° 23′ 3″ O  |

## Kirchengebäude
| Artikel                                 | Beschreibung | Gemeinde                    | Ort                    | Bild            | Koordinaten                                               |
| --------------------------------------- | --- | --------------------------- | ---------------------- | --------------- | --------------------------------------------------------- |
| Allerheiligenkirche Niederwiera         | Überwiegend neogotisches Kirchengebäude mit mittelalterlichem Kern, 1825–27 nach Teilabbruch und Umbau am Turm teilweise neu erbaut | Oberwiera                   | Niederwiera            |                 | 50° 53′ 41″ N, 12° 33′ 1″ O                               |
| Auferstehungskirche (Stenn)             | Neubau 1895 durch Schilling & Graebner anstelle des Vorgängers, historistischer verputzter Bruchsteinbau | Lichtentanne                | Stenn                  | weitere Bilder  | 50° 40′ 45″ N, 12° 25′ 55″ O                              |
| Christuskirche (Niederfrohna)           | Einst eine spätgotische Saalkirche, nach Brand 1913 in alten Formen wiederaufgebaut. Saalbau, am Chor dreiseitig geschlossen, steiles Walmdach, hoher Dachreiterturm                                                                                          | Niederfrohna                | Niederfrohna           | weitere Bilder  | 50° 53′ 55″ N, 12° 43′ 12″ O                              |
| Christuskirche (Lichtentanne)           | In strengem Jugendstil, vom Leipziger Architekten Woldemar Kandler entworfen, mit angrenzendem Pfarrhaus errichtet. Saalkirche mit 5/8-Chorschluss, Akzentuierung der Putzflächen durch Granitsockel.                                                         | Lichtentanne                | Lichtentanne           | weitere Bilder  | 50° 41′ 44″ N, 12° 25′ 27″ O                              |
| Dorfkirche Auerbach                     | Alte Dorfkirche von Auerbach. Schlichte Saalkirche mit kompaktem Ostturm in Ziegeln, dieser vom Vorgängerbau (vermutlich 14. Jahrhundert), mit schiefergedecktem Pyramidenhelm                                                                                | Zwickau                     | Auerbach (Zwickau)     |                 | 50° 44′ 16″ N, 12° 31′ 45″ O                              |
| Dorfkirche Bärenwalde                   | Große Saalkirche (1736) mit mehrfach gegliedertem Turmaufsatz. Verputzter Bau mit dreiseitig geschlossenem Chor. Das Äußere durch Strebepfeiler und hohe schmale Fenster gotisierend                                                                          | Crinitzberg                 | Bärenwalde             | weitere Bilder  | 50° 33′ 57″ N, 12° 31′ 44″ O                              |
| Dorfkirche Bernsdorf                    | Im Kern romanischer Kirchenbau. Westlich erweiterte romananische Anlage, einschiffig mit Holzdecke, zurückspringender Chor und Apsis, über Chor und Westgiebel Dachreiter                                                                                     | Bernsdorf                   | Bernsdorf              | weitere Bilder  | 50° 46′ 29″ N, 12° 39′ 39″ O                              |
| Dorfkirche Cainsdorf                    | Bau in neogotischen Formen mit Backsteinfassade (Ziegelrohbau), markantes Beispiel der Kirchbaukunst in der 2. Hälfte des 19. Jh., mit Leichenhalle | Zwickau                     | Cainsdorf              | weitere Bilder  | 50° 40′ 43″ N, 12° 29′ 33″ O                              |
| Dorfkirche Franken                      | Erster Bau des Historismus in Sachsen, im Rundbogenstil, klassizistische Kirche in Franken 1835/1836 erbaut, heute Veranstaltungszentrum | Waldenburg                  | Franken (Waldenburg)   | weitere Bilder  | 50° 54′ 4″ N, 12° 36′ 42″ O                               |
| Dorfkirche Frankenhausen (Crimmitschau) | Im Barock überformter mittelalterlicher Bau, gehörte zum ehemaligen Kloster Frankenhausen. Eingeschossig, flachgedeckt mit zweigeschossigem Emporeneinbau | Crimmitschau                | Frankenhausen          | weitere Bilder  | 50° 50′ 32″ N, 12° 23′ 39″ O                              |
| Dorfkirche Fraureuth                    | Stattliche spätbarocke Saalkirche mit prächtiger Ausstattung von bau- und ortshistorischer Bedeutung, Putzbau mit Lisenengliederung 1733. Quadratischer Chor, Silbermann-Orgel                                                                                | Fraureuth                   | Fraureuth              | weitere Bilder  | 50° 41′ 59″ N, 12° 20′ 38″ O                              |
| Dorfkirche Gablenz                      | Bau im Rundbogenstil des 19. Jahrhunderts. Orgel 1865 von Bärmig aus Werdau, drei Glocken von J. Gotthelft, romanischer Taufstein aus Sandstein, Baumeister Reichenbach                                                                                       | Crimmitschau                | Gablenz                | Bild gesucht BW | 50° 49′ 9″ N, 12° 25′ 18″ O                               |
| Dorfkirche Langenbach                   | Einfache barocke Saalkirche, von August Siegert anstelle einer Vorgängerkirche erbaut, 1841 Turmvollendung. 1904 Ausmalung und Einbau von Fenstern im Jugendstil                                                                                              | Langenweißbach              | Langenbach             | weitere Bilder  | 50° 38′ 19″ N, 12° 37′ 49″ O                              |
| Dorfkirche Langenchursdorf              | Barocke, mehrfach umgebaute Saalkirche im Ortsteil Langenchursdorf von Callenberg, zwei spätgotische Schnitzaltäre | Callenberg                  | Langenchursdorf        | weitere Bilder  | 50° 51′ 42″ N, 12° 39′ 48″ O                              |
| Dorfkirche Langenreinsdorf              | Ein im Barock überformter mittelalterlicher Sakralbau. Nach Bränden 1467 und 1515 verändert, 1908 restauriert, Chor vom Ursprungsbau aus 1. H.13. Jh., 1525 Turm, Chor mit Kreuzrippengewölbe                                                                 | Crimmitschau                | Langenreinsdorf        | weitere Bilder  | 50° 47′ 59″ N, 12° 20′ 35″ O                              |
| Dorfkirche Lauenhain                    | Im Kern ein romanischer Bau, Schiff, eingezogener Chor u. Apsis, im wesentl. barock u. 1859 verändert, Dachreiter, Chor u. Schiff mit bemalter ornamentaler Felderdecke Ende 19. Jh.                                                                          | Crimmitschau                | Lauenhain              |                 | 50° 48′ 9″ N, 12° 25′ 37″ O                               |
| Dorfkirche Lauterbach                   | Im Kern eine romanische Chorturmkirche; eingezogener Chor und Apsis, querrechteckiger Chorturm 1840 tiefgreifend verändert, rundbogiger Triumphbogen zwischen Chor und Schiff                                                                                 | Neukirchen/Pleiße           | Lauterbach             | Bild gesucht BW | 50° 46′ 31″ N, 12° 23′ 45″ O                              |
| Dorfkirche Mannichswalde                | Im Barock überformter mittelalterlicher Sakralbau. 1676, 1684 u. 1740 verändert, Chor eingezogen, gerade geschlossen, achtseitiger Turmaufsatz | Crimmitschau                | Mannichswalde          | weitere Biler   | 50° 48′ 31″ N, 12° 18′ 31″ O                              |
| Dorfkirche Niederschindmaas             | Im Kern wohl mittelalterliche Saalkirche, barock überformt, mit steilem Dachreiter. Felderdecke aus profilierten Balken, Brüstungsfelder Empore mit Darstellungen aus Altem Testament                                                                         | Dennheritz                  | Niederschindmaas       | weitere Bilder  | 50° 48′ 45″ N, 12° 30′ 6″ O                               |
| Dorfkirche Niederwinkel                 | Im Kern romanischer Ursprung, flachgedeckter romanischer Bau, Schiff, eingezogenes Chorquadrat, Apsis, 15. Jh. verändert, rundbogiger Triumphbogen erhalten, Schnitzaltar Ende 15. Jh.                                                                        | Waldenburg                  | Niederwinkel           | weitere Bilder  | 50° 53′ 1″ N, 12° 38′ 3″ O                                |
| Dorfkirche Oberwinkel                   | 1824/25 unter Einbeziehung des Vorgängerbauwerks durch Albert Geutebrück erbaute klassizistische Saalkirche, schlichte Ausstattung | Waldenburg                  | Oberwinkel             | weitere Bilder  | 50° 51′ 27″ N, 12° 36′ 32″ O                              |
| Dorfkirche Rödlitz                      | Historistisch im Rundbogenstil, Teile der Kirche romanisch-gotischen Ursprungs. An Stelle eines romanischen, in spätgotischer Zeit veränderten Vorgängerbaus 1863 errichtete Saalkirche                                                                       | Lichtenstein/Sa.            | Rödlitz                | weitere Bilder  | 50° 44′ 38″ N, 12° 39′ 25″ O                              |
| Dorfkirche Rottmannsdorf                | Eine der wenigen alten Wehrkirchen im Zwickauer Umland, markant über dem Ort stehend. Die Rottmannsdorfer Kirche, die als Wehrkirche gilt, hat mehrere Brände überstanden.                                                                                    | Zwickau                     | Rottmannsdorf          |                 | 50° 39′ 27″ N, 12° 28′ 10″ O                              |
| Dorfkirche Schlagwitz                   | Saalkirche von 1905, klar gegliederter Putzbau mit eingezogenem Chor und Westturm, Rundbogenfriese, im Innern schlichte Ausstattung, Schnitzfiguren der zwölf Apostel um 1440 und Sakramentsnische erhalten                                                   | Waldenburg                  | Schlagwitz             | weitere Bilder  | 50° 53′ 48″ N, 12° 37′ 40″ O                              |
| Dorfkirche Schlunzig                    | Flachgedecktes rechteckiges Schiff, Chor kreuzgratgewölbt, Triumphbogen mit spätromanischen Kämpfern, außen Strebepfeiler und Dachreiter, innen Felderdecke, Donati-Orgel (verändert erhalten)                                                                | Zwickau                     | Schlunzig              | weitere Bilder  | 50° 47′ 32″ N, 12° 29′ 59″ O                              |
| Dorfkirche Schwaben (Waldenburg)        | Im Kern romanisch, dreiseitiger Ostschluss, erneuertes spätgotisches Westportal, Ausstattung: Altarkruzifix und zwei Schnitzfiguren, Kriegerdenkmal | Waldenburg                  | Schwaben (Waldenburg)  | weitere Bilder  | 50° 53′ 41″ N, 12° 34′ 55″ O                              |
| Dorfkirche Steinpleis                   | Schlichter barocker Kirchenbau mit Dachreiter. Figuren Altarrahmung 18. Jh., spätgot. Kreuzigungsgruppe, übermalt, in Sakristei spätgot. Kruzifix, zwei hölzerne Wappenepitaphe                                                                               | Werdau                      | Steinpleis             | weitere Bilder  | 50° 42′ 52″ N, 12° 23′ 49″ O                              |
| Dorfkirche Thierfeld                    | Reizvolle Chorturmkirche mit sehr auffallendem Dachreiter. Verputzter Bruchsteinbau, stark eingezogener Chorturm mit Kreuzdach und hohem, spitzem Dachreiter. Im Innern flachgedeckt, Chor mit Kreuzgratgewölbe und Wandmalereien                             | Hartenstein                 | Thierfeld              | weitere Bilder  | 50° 39′ 52″ N, 12° 40′ 52″ O                              |
| Dorfkirche Trünzig                      | Bau im Stil der frühen Neogotik. Nach Brand 1853 errichtet, 1939 erneuert; zwei Emporen, Grabmal Wilhelmine Polenz geb. Riebold, gest. 1902. | Langenbernsdorf             | Trünzig                | Bild gesucht BW | 50° 45′ 4″ N, 12° 14′ 26″ O                               |
| Dorfkirche Waldsachsen                  | Alte Ortslage Waldsachsen, barock überformte, romanische Saalkirche mit eingezogenem Chor und Apsis sowie mit kleinem Dachreiter. Urspr. romanisch, flachgedecktes Schiff, eingezogener Chor                                                                  | Meerane                     | Waldsachsen            | weitere Bilder  | 50° 50′ 7″ N, 12° 25′ 32″ O                               |
| Erlöserkirche Reinsdorf                 | Architektonisch ansprechender Bau im Stil des Art déco, Klinkersockel, Putzbau, Fensterrahmungen Kunststein, Schieferdach mit Dachreiter und Kreuz auf der Spitze, mit Torpfeilern und Treppenaufgang                                                         | Reinsdorf                   | Reinsdorf              | Bild gesucht BW | 50° 42′ 19″ N, 12° 32′ 11″ O                              |
| Jakobuskirche Königswalde               | Im Kern romanische Saalkirche, gotischer Chor, steiles Satteldach mit Dachreiter | Werdau                      | Königswalde            | Bild gesucht BW | 50° 44′ 54″ N, 12° 24′ 44″ O                              |
| Johanniskirche (Crimmitschau)           | Ortsbildprägender Bau im Jugendstil mit Anklängen an den süddeutschen Neobarock. | Crimmitschau                | Crimmitschau           |                 | 50° 48′ 37″ N, 12° 23′ 25″ O                              |
| Kath. Kirche Heilige Familie Zwickau    | Heimatstilbauten in sehr gutem Originalzustand, von baukünstlerischem und baugeschichtlichem Wert. Kirche: einfacher Saalbau mit Satteldach und vorgelagertem rechteckigem Turm mit Walmdach, an der Turmfassade längliche Schlitzfenster mit Schallöffnungen | Zwickau                     | Zwickau                | Bild gesucht BW | 50° 43′ 16″ N, 12° 28′ 41″ O                              |
| Katharinenkirche (Zwickau)              | Dreischiffige, spätgotische Hallenkirche mit in Resten erhaltener hochgotischer Bausubstanz, schlichter frühgotischer Chor mit geradem Schluss, beachtlicher Altar der Cranachwerkstatt                                                                       | Zwickau                     | Zwickau                | weitere Bilder  | 50° 43′ 12″ N, 12° 29′ 57″ O                              |
| Katharinenkirche Rudelswalde            | Kleiner, schlichter rechteckiger Bau mit Mitteldachreiter 1813, mit gleichzeitiger Ausstattung | Crimmitschau                | Rudelswalde            |                 | 50° 48′ 39″ N, 12° 21′ 45″ O                              |
| Kirche Abtei (Oberlungwitz)             | Ursprünglich Abtskapelle des Klosters Grünhain. Einfache, flachgedeckte Rechteckanlage, Dachreiter, an Empore Reste eines Flügelaltars um 1500, drei barocke Reliefs, Kanzel von Mosesfiguren getragen                                                        | Oberlungwitz                | Abtei                  | weitere Bilder  | 50° 47′ 14″ N, 12° 43′ 49″ O                              |
| Kirche Beiersdorf (Fraureuth)           | Neogotische Saalkirche mit älterem Kern, der Chor spätgotisch mit schönem Rippengewölbe. Kirche: 1669 u. 1875 tiefgreifend erneuert, einschiffig, flachgedeckt, eingezogener dreiseitiger Chor                                                                | Fraureuth                   | Beiersdorf             | weitere Bilder  | 50° 40′ 51″ N, 12° 20′ 49″ O                              |
| Kirche Crossen                          | Saalkirche mit gotischem Chor mit bemerkenswerter Innenausstattung, das Ortsbild maßgeblich prägend, von künstlerischer, baugeschichtlicher sowie ortsgeschichtlicher Bedeutung.                                                                              | Zwickau                     | Crossen                | Bild gesucht BW | 50° 45′ 37″ N, 12° 29′ 11″ O                              |
| Kirche Culitzsch                        | Kirche: Bruchsteinbau, Dachreiter mit Uhr, Walmdach mit Schieferdeckung, Altar 1504 von Peter Breuer | Wilkau-Haßlau               | Culitzsch              | weitere Bilder  | 50° 39′ 13″ N, 12° 30′ 33″ O                              |
| Kirche der Altlutheraner Hartenstein    | Neogotische Saalkirche in gutem Originalzustand, polygonale Apsis eingezogen, dem Schiff vorgelagert Strebepfeiler, Zahnschnittfries am Kranzgesims, Satteldach                                                                                               | Hartenstein                 | Hartenstein            | weitere Bilder  | 50° 39′ 37″ N, 12° 40′ 18″ O                              |
| Kirche der Apostolischen Gemeinschaft   | Nutzung eines Wohngebäudes mit anschließendem Hofgebäude als Kirche der Apostolischen Gemeinschaft | Zwickau                     | Zwickau                | weitere Bilder  | 50° 43′ 15″ N, 12° 29′ 33″ O                              |
| Ev. Kirche Friedrichsgrün               | Neogotische Saalkirche, Architekt: Karl Reichenbach, 1865/66 | Reinsdorf                   | Friedrichsgrün         | weitere Bilder  | 50° 40′ 49″ N, 12° 33′ 55″ O                              |
| Kirche Grumbach                         | Klassizistische Saalkirche, Emporensaal mit dreiseitigem Ostabschluss, wertvolle Ausstattung: Kruzifix von Peter Breuer. | Callenberg                  | Grumbach               | weitere Bilder  | 50° 49′ 50″ N, 12° 37′ 53″ O                              |
| Kirche Hartmannsdorf bei Kirchberg      | Barock überformte Saalkirche. Die vermutlich seit M. 13. Jh. bestehende Kapelle nach Süden 1750 durch Christian Bürger und Matthäus Tröger erweitert. Verputzter Bau mit dreiseitig geschlossenem Chor.                                                       | Hartmannsdorf bei Kirchberg | Hartmannsdorf          | weitere Bilder  | 50° 35′ 39″ N, 12° 32′ 53″ O                              |
| Kirche Langenberg                       | Schlichter Saalbau von 1848, im Inneren Schnitzaltar (um 1520) und Epitaph (1774), Altar: im Schrein Darstellung Anna Selbdritt, vermutlich Altenburger Werkstatt                                                                                             | Callenberg                  | Langenberg             | weitere Bilder  | 50° 50′ 1″ N, 12° 42′ 24″ O                               |
| Kirche Lobsdorf                         | Schlichte barocke Saalkirche mit hohem Dachreiter. 1792/93 möglicherweise auf den Grundmauern des Vorgängerbaus durch Michael Zschirpe aus Kuhschnappel neu erbaut                                                                                            | St. Egidien                 | Lobsdorf               | weitere Bilder  | 50° 48′ 56″ N, 12° 36′ 49″ O                              |
| Kirche Mittelfrohna                     | Klassizistische Saalkirche von noch barocker Wirkung Rechteck-Saalbau mit Walmdach, Westturm mit Welscher Haube, im Inneren: Reste Flügelaltar, vollst. Altarflügel, zwei Tafelbilder                                                                         | Niederfrohna                | Mittelfrohna           | weitere Bilder  | 50° 52′ 53″ N, 12° 44′ 32″ O                              |
| Kirche Niederlungwitz                   | Im Kern romanische Saalkirche, barock überformt. 1875 und 1960 restauriert an Putzdecke zwei gemalte Medaillons mit Dreieinigkeit und Jüngstem Gericht v. 1732, eingeschossige Empore                                                                         | Glauchau                    | Niederlungwitz         | weitere Bilder  | 50° 48′ 54″ N, 12° 34′ 37″ O                              |
| Kirche Pfaffroda (Schönberg)            | Baugeschichtlich, ortsgeschichtlich und ortsbildprägend von Bedeutung, neugotische Saalkirche 1886 | Schönberg                   | Pfaffroda              | weitere Bilder  | 50° 51′ 44″ N, 12° 30′ 50″ O                              |
| Kirche Pleißa                           | Schlichte barocke Saalkirche mit Holzdecke und wuchtigem Dachreiter. Nach Brand der alten Kirche errichtet, kleiner Rechteckbau, Anbauten, an Ostseite steil abgewalmtes Dach, vier Glocken aus Stahl im westlichen neuen Anbau                               | Limbach-Oberfrohna          | Pleißa                 | weitere Bilder  | 50° 50′ 13″ N, 12° 45′ 54″ O                              |
| Kirche Reinholdshain (Glauchau)         | Geweiht 1506, 1802 und 1894 umgebaut, Kreuzbach-Orgel von 1866, Glocken 1947 neu gegossen, Dachreiter in Mitte des Daches, Empore Holz bemalt, mit Kelch, großer Glocke und zwei weiteren Glocken                                                             | Glauchau                    | Reinholdshain          | weitere Bilder  | 50° 50′ 20″ N, 12° 33′ 36″ O                              |
| Kirche Rußdorf                          | Barocke Saalkirche 1729–34, mit geradem Chorschluss und Westturm mit Haube, reich gestalteter Kanzelaltar | Limbach-Oberfrohna          | Rußdorf                | weitere Bilder  | 50° 47′ 40″ N, 12° 18′ 29″ O                              |
| Kirche Weidensdorf                      | Schlichter Putzbau mit Dachreiter, romanischen Ursprungs mit gotischem Choranbau. Einschiffig mit eingezogenem Chor, dreiseitiger Ostabschluss durch spätgotische Fenster                                                                                     | Remse                       | Weidensdorf            | weitere Bilder  | 50° 50′ 52″ N, 12° 32′ 16″ O                              |
| Kirche Wildenfels                       | Verputzter Bau 1866/69 mit eingezogenem Chor und Westturm. Das Innere flachgedeckt, der Chor kreuzrippengewölbt. Schablonenmalerei an Decke und Bögen. | Wildenfels                  | Wildenfels             | weitere Bilder  | 50° 39′ 53″ N, 12° 36′ 24″ O                              |
| Kirche Wilkau                           | Neoromanisch anmutende Pseudobasilika, Ziegelbau mit eingezogenem Chor und Apsis, Westturm über quadratischem Grundriss, Architekt Hugo Altendorff | Wilkau-Haßlau               | Wilkau                 | weitere Bilder  | 50° 40′ 23″ N, 12° 30′ 46″ O                              |
| Kirche Wüstenbrand                      | Verputzter Bau 1866/69 mit eingezogenem Chor und Westturm. Das Innere flachgedeckt, der Chor kreuzrippengewölbt. Schablonenmalerei an Decke und Bögen. Wertvolle klassizistische Ausstattung.                                                                 | Hohenstein-Ernstthal        | Wüstenbrand            | weitere Bilder  | 50° 48′ 54″ N, 12° 44′ 41″ O                              |
| Kirche zu den Drei Marien (Härtensdorf) | Wehrhaft wirkende Chorturmkirche 1150 erbaut, 1450 verlängert, Umbau 1698–1704. Verputzter Bruchsteinbau mit beachtlicher Ausstattung | Wildenfels                  | Härtensdorf            | weitere Bilder  | 50° 40′ 28″ N, 12° 36′ 32″ O                              |
| Kreuzkirche (Wilkau-Haßlau)             | Kleiner, aber wertvoller Klinkerbau im neogotischen Stil mit doppelläufiger Treppenanlage, methodistische Kirche, Mittelrisalit mit Ziergiebel | Wilkau-Haßlau               | Wilkau-Haßlau          |                 | 50° 40′ 21″ N, 12° 30′ 55″ O                              |
| Kreuzkirche Ebersbrunn                  | Kleine barock-klassizistische Saalkirche. Verputzter Bau mit Korbbogenfenstern, gerader Chorschluss mit Strebepfeilern, Dachreiter. Im Innern flachgedeckt, zweigeschossige Empore                                                                            | Lichtentanne                | Ebersbrunn             | weitere Bilder  | 50° 39′ 11″ N, 12° 26′ 19″ O                              |
| Laurentiuskirche Lichtenstein           | Barocke Saalkirche mit Turm des 19. Jh. Erbaut 1781–1785, erneuert 1889, 1929 Außenputz, Innenräume 1952 renoviert, bemerkenswerte Kirchenausstattung u. a. Kelch von 1596, Altar                                                                             | Lichtenstein/Sa.            | Lichtenstein           | weitere Bilder  | 50° 45′ 19″ N, 12° 38′ 8″ O                               |
| Laurentiuskirche Tettau                 | Im Kern romanische Chorturmkirche, 1838 klassizistisch überformt. Auf romanischen Umfassungsmauern neu errichtet, urspr. mit eingezogenem Chor und halbkreisförmiger Apsis                                                                                    | Schönberg                   | Tettau                 | weitere Bilder  | 50° 53′ 8″ N, 12° 29′ 47″ O                               |
| Lukaskirche Planitz                     | Aufwändiger neugotischer Kirchenneubau 1873 nach Entwurf von Gotthilf Ludwig Möckel, nach 1990 wiederhergestellt | Zwickau                     | Niederplanitz          | weitere Bilder  | 50° 41′ 10″ N, 12° 28′ 25″ O                              |
| Lutherkirche Oberfrohna                 | Stattlicher neugotischer Backsteinbau mit polygonalem Ostschluss und Westturm 1893 von C. G. Schramm erbaut | Limbach-Oberfrohna          | Oberfrohna             | weitere Bilder  | 50° 51′ 46″ N, 12° 44′ 38″ O                              |
| Lutherkirche (Waldenburg)               | Klassizistischer Kirchenbau des Leipziger Architekten Albert Geutebrück, Pfarrkirche der Unterstadt (Waldenburg-Altstadt), Saal mit umlaufenden zweigeschossigen Emporen                                                                                      | Waldenburg                  | Waldenburg Unterstadt  | weitere Bilder  | 50° 52′ 19″ N, 12° 36′ 34″ O                              |
| Lutherkirche Callnberg                  | Schlichte barocke Saalkirche 1770. Jehmlich-Orgel von 1934 | Zwickau                     | Callnberg              | weitere Bilder  | 50° 45′ 13″ N, 12° 37′ 47″ O                              |
| Lutherkirche (Glauchau)                 | Evangelische Kirche in Glauchau. Kunsthistorisch zwischen Neogotik und Reformstil-Architektur, Entwurf: Woldemar Kandler, Dresden. Jehmlich-Orgel, Ausmalung 1922                                                                                             | Glauchau                    | Glauchau               | weitere Bilder  | 50° 49′ 16″ N, 12° 32′ 18″ O                              |
| Lutherkirche Haßlau                     | Gründerzeitlicher Klinkerbau im Stil der Neoromanik, Pseudobasilika mit Dreiapsidenchor, beeindruckender Vierungskuppel und Westturm, Architekt: Oskar Mothes                                                                                                 | Wilkau-Haßlau               | Haßlau                 | weitere Bilder  | 50° 40′ 28″ N, 12° 31′ 37″ O                              |
| Lutherkirche Kändler                    | 1902 nach Entwurf von Paul Lange erbauter späthistoristischer kreuzförmiger Kirchenbau, Ausstattung im Jugendstil | Limbach-Oberfrohna          | Kändler                | weitere Bilder  | 50° 51′ 11″ N, 12° 47′ 38″ O                              |
| Lutherkirche Leitelshain                | Ortsbildprägender Kirchenbau des Architekten Oswin Hempel (Dresden) im Heimatstil, nahe der Kirschbergsiedlung. Eisenbetonskelettbauweise, Ziegelmauerwerk | Crimmitschau                | Leitelshain            |                 | 50° 49′ 30″ N, 12° 23′ 5″ O                               |
| Lutherkirche Zwickau                    | 1902–1906 nach einem Entwurf der Dresdner Architekten Schilling & Graebner als Ziegelbau mit Sandsteinverblendung erbaut | Zwickau                     | Zwickau                | weitere Bilder  | 50° 43′ 9″ N, 12° 29′ 1″ O                                |
| Mariä Himmelfahrt (Glauchau)            | Saalkirche mit separatem Glockenturm, im traditionalistischen Stil der 1940/1950er Jahre, Anklänge an die Neoromanik, Architekt: Andreas Marquart, Leipzig,                                                                                                   | Glauchau                    | Glauchau               | weitere Bilder  | 50° 48′ 55″ N, 12° 32′ 37″ O 50° 48′ 56″ N, 12° 32′ 38″ O |
| Marienkirche (Schönberg/Sa.)            | Schlichter Putzbau im barock-klassizistischen Stil. Schema Innenraumausbau wie Dorfkirche in Oberwiera, Altstadtkirche in Waldenburg | Schönberg                   | Schönberg              | weitere Biler   | 50° 52′ 42″ N, 12° 29′ 8″ O                               |
| Marienkirche Gersdorf                   | Große Saalkirche im Rundbogenstil, 1862–65 nach Plan von Carl August Schramm erbauter, verputzter Ziegelbau mit Westturm | Gersdorf                    | Gersdorf               | weitere Bilder  | 50° 45′ 38″ N, 12° 42′ 23″ O                              |
| Martinskirche Jerisau                   | Romanischer Bau, flachgedeckt, mehrfach verändert, 1858 restauriert, eingezogener Chor, Triumphbogen | Glauchau                    | Jerisau                | weitere Bilder  | 50° 50′ 3″ N, 12° 32′ 39″ O                               |
| Martinskirche Neukirchen/Pleiße         | Bauwerk im Rundbogenstil des 19. Jahrhunderts mit älterem Turm; Neubau 1870 unter Einbeziehung Turm des Vorgängerbaus | Neukirchen/Pleiße           | Neukirchen/Pleiße      | weitere Bilder  | 50° 47′ 48″ N, 12° 22′ 42″ O                              |
| Matthäuskirche (Bockwa)                 | Einheitliche neugotische Hallenkirche mit Westturm von Carl August Schramm 1853/56 | Zwickau                     | Bockwa                 | weitere Bilder  | 50° 41′ 47″ N, 12° 29′ 53″ O                              |
| Methodisten-Kirche Werdau               | Kulturdenkmal in Sachsen: Kirchengebäude in Werdau, mitten in Straßenflucht stehende, neogotische Klinkerkirche, baugeschichtlich und ortsgeschichtlich von Bedeutung                                                                                         | Werdau                      | Werdau                 | Bild gesucht BW | 50° 43′ 47″ N, 12° 22′ 22″ O                              |
| Michaeliskirche (Hirschfeld)            | Saalkirche romanischen Ursprungs, bedeutende, das Ortsbild beherrschende Anlage. Kirche: kleiner spitzer Dachreiter im Osten, westlicher Teil Anfang 13. Jh., Mittelteil von 1475                                                                             | Hirschfeld                  | Hirschfeld             | weitere Bilder  | 50° 37′ 17″ N, 12° 27′ 46″ O                              |
| Michaeliskirche Niedercrinitz           | Im Kern romanische Saalkirche, barock überformt. Schlichte Kirche aus Bruchstein mit kleiner Apsis und Dachreiter. Im Innern Kassettendecke von 1679, bäuerlich bemalt                                                                                        | Hirschfeld                  | Niedercrinitz          | weitere Bilder  | 50° 38′ 20″ N, 12° 29′ 44″ O                              |
| Michaeliskirche Oberwiera               | Westturm noch spätgotisch, Kirchenschiff im Stil der frühen Neogotik mit klassizistischen Elementen Westturm im Unterbau spätgotisch, sein Portal von Stabwerk gerahmt                                                                                        | Oberwiera                   | Oberwiera              | weitere Bilder  | 50° 53′ 31″ N, 12° 32′ 14″ O                              |
| Michaeliskirche St. Micheln (Mülsen)    | Reizvolle Chorturmkirche von 1759, im Jahr 1888 durch Oskar Mothes um querhausartige Anbauten erweitert. Putzbau mit Lisenengliederung, der Chorturm mit oktogonalem Glockengeschoss, im Innern barocker Altar                                                | Mülsen                      | Mülsen St. Micheln     | weitere Bilder  | 50° 44′ 52″ N, 12° 34′ 9″ O                               |
| Moritzkirche (Zwickau)                  | Städtebaulich markanter Klinkerbau von baukünstlerischer Bedeutung. Aufwendiger neugotischer Zentralbau, 1891–93 errichtet | Zwickau                     | Zwickau                | weitere Bilder  | 50° 43′ 41″ N, 12° 29′ 28″ O                              |
| Nikolaikirche St. Niclas (Mülsen)       | Beachtliche Saalkirche, 1636 unter Einbeziehung von Teilen des romanischen Vorgängerbaues errichtet Pfarrkirche saniert 1986 | Mülsen                      | Mülsen St. Niclas      | weitere Bilder  | 50° 43′ 9″ N, 12° 35′ 50″ O                               |
| Pauluskirche (Marienthal)               | Kirchenbau mit Nordwestturm, typische Stadtkirche von stadtgeschichtlicher, architekturgeschichtlicher und baukünstlerischer Bedeutung. Orangeroter Klinkerbau mit repräsentativen Eingängen sowohl an der West- als auch an der Nordseite                    | Zwickau                     | Marienthal             | weitere Bilder  | 50° 43′ 1″ N, 12° 27′ 16″ O                               |
| Peter-Paul-Kirche Vielau                | Barocke Saalkirche, 1709/10 nach Plan von Adam Jacobi erbaut, 1870 erweitert, 1910 erneuert. Putzbau mit Rundbogenfenstern und Lisenengliederung | Reinsdorf                   | Vielau                 | weitere Bilder  | 50° 41′ 3″ N, 12° 32′ 30″ O                               |
| Rochuskirche (Schönau)                  | Im Kern romanische Saalkirche, im 19. Jh. neoromanisch umgebaut, ein Teil des Kirchhofs ursprünglich Anstaltsfriedhof vom Schloss Wiesenburg, im Inneren Schnitzfiguren aus Altar                                                                             | Wildenfels                  | Schönau                | Bild gesucht BW | 50° 39′ 25″ N, 12° 34′ 22″ O                              |
| Salvatorkirche                          | Stattliche gotische Saalkirche mit beachtlicher Ausstattung (Altar von Peter Breuer). Verputzter Bau mit dreiseitig geschlossenem Chor, Strebepfeilern und Maßwerkfenster                                                                                     | Langenweißbach              | Langenweißbach         | weitere Bilder  | 50° 37′ 41″ N, 12° 35′ 6″ O                               |
| Schlosskirche Planitz                   | 1519 weitgehender Neubau, 1719 barock erneuert, beachtliche Ausstattung | Zwickau                     | Planitz                | weitere Bilder  | 50° 41′ 11″ N, 12° 28′ 20″ O                              |
| St. Annen (Ruppertsgrün)                | Einschiffige Saalkirche 1513 begonnen, einheitlich spätgotischer Gewölbebau, beachtliche Ausstattung | Fraureuth                   | Ruppertsgrün           | weitere Bilder  | 50° 41′ 52″ N, 12° 22′ 9″ O                               |
| St. Barbara (Lichtentanne)              | Kirchengebäude in Lichtentanne, Landkreis Zwickau, Sachsen, ehemals mit Altar von Peter Breuer, jetzt profaniert | Lichtentanne                | Lichtentanne           | weitere Bilder  | 50° 41′ 43″ N, 12° 25′ 34″ O                              |
| St. Bartholomäus (Waldenburg)           | Zweischiffige spätgotische Hallenkirche in Waldenburg, Stadtkirche mit Sandstein-Epitaph, Taufe, Kelch sowie Grabdenkmälern aus 16. Jh. | Waldenburg                  | Waldenburg             | weitere Bilder  | 50° 52′ 30″ N, 12° 36′ 1″ O                               |
| St. Bonifatius (Werdau)                 | Kath. Kirche mit Pfarrhaus in Werdau; bau- und ortsgeschichtlich, sowie künstlerisch von Bedeutung, im traditionalistischen Stil der 1920er Jahre. Architekt: Max Mayer, Plauen                                                                               | Werdau                      | Werdau                 | weitere Bilder  | 50° 43′ 59″ N, 12° 21′ 53″ O                              |
| St. Christophori (Hohenstein-Ernstthal) | Barocke Saalkirche, Neubau von 1756/57 nach Plänen Ratsbaumeister Johann Gottlieb Ohndorff aus Freiberg. Urspr. 1536 von Bergbauleuten erbaute Kapelle aus Holz und Lehm                                                                                      | Hohenstein-Ernstthal        | Hohenstein-Ernstthal   | weitere Bilder  | 50° 48′ 12″ N, 12° 42′ 20″ O                              |
| St. Gallus (Kaufungen)                  | Im Kern romanische Chorturmkirche A. 13. Jh. | Limbach-Oberfrohna          | Kaufungen              | weitere Bilder  | 50° 53′ 25″ N, 12° 40′ 54″ O                              |
| St. Georg (Remse)                       | Romanische Saalkirche, barock überformt | Remse                       | Remse                  | weitere Bilder  | 50° 51′ 19″ N, 12° 33′ 56″ O                              |
| St. Georgen (Glauchau)                  | Barocke Saalkirche 1726/28 unter Verwendung von Resten des Vorgängerbauwerks, Silbermann-Orgel | Glauchau                    | Glauchau               | weitere Bilder  | 50° 48′ 58″ N, 12° 32′ 27″ O                              |
| St. Jacobus (Mülsen)                    | Große Saalkirche im klassizistischen Stil, Kapelle, Kirche bezeichnet 1841, Gefallenendenkmal für die Gefallenen des 1. Weltkrieges, Muschelkalk | Mülsen                      | Mülsen St. Jacob       | weitere Bilder  | 50° 43′ 43″ N, 12° 34′ 57″ O                              |
| St. Jacobus (Reinsdorf)                 | Pfarrkirche in neogotischer Formensprache, 1887, Oscar Mothes | Reinsdorf                   | Reinsdorf              | weitere Bilder  | 50° 42′ 2″ N, 12° 33′ 30″ O                               |
| St. Johann Nepomuk (Zwickau)            | Kath. Kirche in Zwickau, Sachsen. Zeittypische Saalkirche in Klinkermischbauweise mit markantem Dachreiter, markantes Beispiel historisierender Kirchbaukunst aus der zweiten Hälfte des 19. Jh.                                                              | Zwickau                     | Zwickau                | weitere Bilder  | 50° 43′ 13″ N, 12° 29′ 58″ O                              |
| St. Johannis (Langenhessen)             | Kulturdenkmal in Sachsen: Kirche in Langenhessen; Kirche mit Ausstattung, auf dem Friedhof; im Kern romanische Saalkirche, historisches Dach, bau-, ortsgeschichtlich von Bedeutung, ortsbildprägend                                                          | Werdau                      | Langenhessen           | weitere Bilder  | 50° 46′ 7″ N, 12° 22′ 3″ O                                |
| St. Johannis (Obercrinitz)              | Barocke Saalkirche mit mächtigem Dachreiter 1716, schlichter Putzbau mit Strebepfeilern und dreiseitigem Chorschluss. | Crinitzberg                 | Obercrinitz            | weitere Bilder  | 50° 34′ 21″ N, 12° 29′ 8″ O                               |
| St. Katharinen (Callenberg)             | Bedeutender Kirchenbau des frühen Historismus, im Rundbogenstil, 1859 geweiht. | Callenberg                  | Callenberg             | weitere Bilder  | 50° 50′ 46″ N, 12° 38′ 18″ O                              |
| St. Laurentius (Crimmitschau)           | Spätgotische Hallenkirche. Urspr. roman. Anlage, 1513 erweitert von Assmann Pfeffer, regelmäßige dreischiffige Hallenkirche von fünf Jochen auf Achteckpfeilern                                                                                               | Crimmitschau                | Crimmitschau           | weitere Bilder  | 50° 49′ 1″ N, 12° 23′ 14″ O                               |
| St. Margarethen (Kirchberg)             | Städtebaulich dominanter barocker Kirchenbau, Westturm mit pagodenartiger Laterne. Saalbau mit Satteldach über dem Langhaus, polygonaler Ostabschluss mit Strebepfeilern, an der Westseite quadratischer Turm                                                 | Kirchberg                   | Kirchberg              | weitere Bilder  | 50° 37′ 18″ N, 12° 31′ 33″ O                              |
| St. Marien (Limbach-Oberfrohna)         | Katholische Kirche, Neubau 1997 geweiht | Limbach-Oberfrohna          | Oberfrohna             | Bild gesucht BW | 50° 51′ 20″ N, 12° 44′ 27,8″ O                            |
| St. Marien (Meerane)                    | Katholische Kirche Meerane, Neubau 20. Jh. | Meerane                     | Meerane                | weitere Bilder  | 50° 51′ 1″ N, 12° 28′ 7″ O                                |
| St. Marien (Stangengrün)                | Romanische Chorturmkirche in dominanter Lage, als Wehrkirche erbaut, restaur. 1896, erneute Restaurierung des Innenraumes der Kirche in den 1960er Jahren | Kirchberg                   | Stangengrün            | weitere Bilder  | 50° 35′ 7″ N, 12° 27′ 0″ O                                |
| St. Marien (Zwickau)                    | Ein Hauptwerk der obersächsischen Spätgotik, dreischiffige Hallenkirche mit figuriertem Gewölbe, wertvolle spätgotische Ausstattung, u. a. großer Schnitzaltar, Hl. Grab sowie Vesperbild von Peter Breuer                                                    | Zwickau                     | Zwickau                | weitere Bilder  | 50° 43′ 4″ N, 12° 29′ 43″ O                               |
| St. Martin (Meerane)                    | Spätgotischer Kirchenbau mit urspr. romanischem Chorturm, im Stil der Neogotik im 19. Jh. umgestaltet. Kelch, Gemälde und Schnitzaltar als Ausstattung | Meerane                     | Meerane                | weitere Bilder  | 50° 51′ 4″ N, 12° 27′ 49″ O                               |
| St. Martin (Oberlungwitz)               | Kirchengebäude in Oberlungwitz, klassizistische Saalkirche nach Plänen des Architekten Muhrhardt aus Lichtenstein | Oberlungwitz                | Oberlungwitz           | weitere Bilder  | 50° 47′ 13″ N, 12° 43′ 18″ O                              |
| St. Martin (Schönfels)                  | Saalkirche, im Kern romanisch, Umbau 1625–1628, verputzter Bau mit 3/8-Chor, Nordturm und rundem Treppenturm, Anbauten im Norden und Westen | Lichtentanne                | Schönfels              | weitere Bilder  | 50° 40′ 25″ N, 12° 24′ 8″ O                               |
| St. Mauritius                           | Kirchengebäude im Ortsteil Wolkenburg/Mulde von Limbach-Oberfrohna im Landkreis Zwickau in Sachsen | Limbach-Oberfrohna          | Wolkenburg             | weitere Bilder  | 50° 54′ 11″ N, 12° 40′ 26″ O                              |
| St. Nikolai (Langenbernsdorf)           | Im Wesentlichen von 1709, Felderdecke, Triumphbogen teilt Schiff und Chor, Nordturm, umlaufende zweigesch. Empore. | Langenbernsdorf             | Langenbernsdorf        |                 | 50° 44′ 51″ N, 12° 18′ 4″ O                               |
| St. Nikolai (Oberalbertsdorf)           | Auf romanischer Anlage, vermauertes Rundbogenportal an Nordseite, Felderdecke mit figürlicher und ornamentaler Malerei erste Hälfte 18. Jahrhundert. | Langenbernsdorf             | Oberalbertsdorf        | weitere Bilder  | 50° 45′ 51″ N, 12° 17′ 18″ O                              |
| St. Oswald (Niederalbertsdorf)          | Ortsgeschichtlich von Bedeutung, Turm mit barocker Haube, Kassettendecke von 1730. | Langenbernsdorf             | Niederalbertsdorf      | weitere Bilder  | 50° 46′ 27″ N, 12° 18′ 48″ O                              |
| St. Petri (Kleinbernsdorf)              | Romanischer Rechteckbau mit eingezogenem gerade geschlossenem Chor, niedriger Turmaufbau, barock überformt | Langenbernsdorf             | Kleinbernsdorf         | weitere Bilder  | 50° 46′ 44″ N, 12° 20′ 5″ O                               |
| St. Pius X.                             | Katholische Kirche, Neubau 1997/98 nach Entwurf von Peter Böhm | Hohenstein-Ernstthal        | Hohenstein-Ernstthal   | weitere Bilder  | 50° 47′ 50″ N, 12° 43′ 7″ O                               |
| St. Urban (Thurm)                       | Barocke Dorfkirche 1729–31 mit beachtenswerter Ausstattung, darunter Schnitzaltar von Peter Breuer | Mülsen                      | Thurm                  | weitere Bilder  | 50° 46′ 6″ N, 12° 32′ 51″ O                               |
| St. Trinitatis (Hohenstein-Ernstthal)   | Barocke Saalkirche 1904/05 im neoromanischen Stil umgebaut. Stadtkirche von Ernstthal, 1701/1702 Pflasterung Kirche, 1717 Erweiterung, Anbau Sakristei, Emporen, 1766 Anbau Vorhalle                                                                          | Hohenstein-Ernstthal        | Hohenstein-Ernstthal   | weitere Bilder  | 50° 48′ 5″ N, 12° 43′ 7″ O                                |
| Unser Lieben Frauen (St. Egidien)       | Schlichte barocke Saalkirche. Einschiffig, Holzdecke, gerade geschlossen, massiver Ostgiebel, südlich massiver Turm, Satteldach, spitzbehelmter Dachreiter, Kelch, Silber, um 1730                                                                            | St. Egidien                 | St. Egidien            | weitere Bilder  | 50° 47′ 19″ N, 12° 36′ 41″ O                              |
| St. Katharinen (Langenbernsdorf)        | Reizvolle spätgotische Saalkirche mit massigem Turm im Süden, 1517 errichtet, Veränderung des Saales 1614 (bezeichnet am Turm). Erneuerung mit Anbauten 1884 durch Oskar Mothes                                                                               | Langenbernsdorf             | Langenbernsdorf        | weitere Bilder  | 50° 45′ 22″ N, 12° 19′ 20″ O                              |
| Dorfkirche Neukirchen (Oberwiera)       | Im Kern romanische Saalkirche, schmuckloser Putzbau mit Dachreiter Kirche: Restturm im Unterbau spätgotisch, Portal von Stabwerk gerahmt, Ausstattung u. a. Flügelaltar, drei Glocken                                                                         | Oberwiera                   | Neukirchen (Oberwiera) | weitere Bilder  | 50° 52′ 30″ N, 12° 32′ 37″ O                              |
| Stadtkirche Limbach                     | Schlichte, mehrfach umgebaute Saalkirche, urk. 1346 erwähnt, 1516, 1812 und 1894 umgebaut, langgestreckter Putzbau mit 3/8-Schluss | Limbach-Oberfrohna          | Limbach                | weitere Bilder  | 50° 51′ 29″ N, 12° 46′ 1″ O                               |
| Stadtkirche Werdau                      | Spätbarocke Saalkirche nach Plänen von Samuel Locke, Turm im Neorenaissancestil des 19. Jh., einheitlich spätbarocke Ausstattung | Werdau                      | Werdau                 | weitere Bilder  | 50° 44′ 15″ N, 12° 22′ 36″ O                              |
| Versöhnungskirche (Zwickau-Neuplanitz)  | Kirchenneubau 1991 nach Entwurf von Andreas Weise | Zwickau                     | Niederplanitz          | weitere Bilder  | 50° 41′ 48″ N, 12° 28′ 7″ O                               |

## Klöster
| Artikel                                  | Beschreibung | Gemeinde     | Ort           | Bild            | Koordinaten                  |
| ---------------------------------------- | --- | ------------ | ------------- | --------------- | ---------------------------- |
| Benediktinerinnenkloster Remse (Remisch) | Kloster in Deutschland; vermutlich Teil der ehemaligen Benediktinerinnen-Klosterkirche Remse, im Kern romanisches Bauwerk, neogotisch überformt | Remse        | Remse         | weitere Bilder  | 50° 51′ 18″ N, 12° 33′ 52″ O |
| Franziskanerkloster Zwickau              | Kloster in Deutschland | Zwickau      | Zwickau       | Bild gesucht BW | 50° 43′ 0″ N, 12° 29′ 44″ O  |
| Zisterzienserinnenkloster Frankenhausen  | ehemaliges Nonnenkloster in Crimmitschau, Landkreis Zwickau, Sachsen                                                                            | Crimmitschau | Frankenhausen | weitere Bilder  | 50° 50′ 30″ N, 12° 23′ 43″ O |

## Pfarrhäuser
| Artikel                                            | Beschreibung | Gemeinde             | Ort                          | Bild            | Koordinaten                  |
| -------------------------------------------------- | --- | -------------------- | ---------------------------- | --------------- | ---------------------------- |
| Pfarrhaus Werdau                                   | Kulturdenkmal in Sachsen: Pfarrhaus in Werdau (2 Hausnummern), in Ecklage, mit rückwärtigem Anbau bau- und ortsgeschichtlich von Bedeutung, im Kern barock. Umbau 1896/97, Standort des beim Stadtbrand 1756 abgebrannten kurfürstlichen Schlosses. | Werdau               | Werdau                       | weitere Bilder  | 50° 44′ 15″ N, 12° 22′ 37″ O |
| Pfarrhaus Schlunzig                                | Gut erhaltenes Fachwerkgebäude um 1800. Rechteckiger Grundriss, zweigeschossig, EG massiv, verputzt, Obergeschoss: Fachwerk mit regelmäßigen Streben teilweise verputzt oder verschiefert, Krüppelwalmdach. | Zwickau              | Schlunzig                    |                 | 50° 47′ 32″ N, 12° 29′ 57″ O |
| Pfarrhaus der Lukaskirche Planitz                  | Orts- und baugeschichtlich bedeutsamer Putzbau mit Einfriedungsrest (vermutlich des ehemaligen Schlossfriedhofes und der Schlosskirche, Schloßplatz 1, 1a, 4, 5). Pfarrhaus: rechteckiger Grundriss | Zwickau              | Planitz                      | weitere Bilder  | 50° 41′ 12″ N, 12° 28′ 22″ O |
| Haustür des Pfarrhauses St. Egidien                | Handwerklich-künstlerisch von Bedeutung. Das heute baulich stark überformte Pfarrhaus wurde 1725 erbaut. Zwischenzeitlich ist es mehrfach überformt worden, so dass es heute nicht mehr denkmalwürdig ist. | St. Egidien          | St. Egidien                  | Bild gesucht    | 50° 47′ 33″ N, 12° 36′ 18″ O |
| Methodistische Christuskirche Zwickau              | Einheitliches Ensemble zumeist aus den beginnenden 1950er Jahren, singuläre Anlage von baugeschichtlicher, baukünstlerischer und städtebaulicher Bedeutung. Die Kirche gehört zu den wenigen nach dem Zweiten Weltkrieg errichteten Kirchenbauwerken in Sachsen | Zwickau              | Oberplanitz                  | weitere Bilder  | 50° 40′ 49″ N, 12° 28′ 38″ O |
| Pfarrhof Bernsdorf                                 | Baugeschichtlich, ortsgeschichtlich und ortsbildprägend von Bedeutung, barockes Ensemble von Fachwerkbauten, schönes Segmentbogenportal, Scheune verbretterter Fachwerkbau um 1700, sehr schönes original erhaltenes Gebäude. Pfarrhaus: 1787, mit Tor | Bernsdorf            | Bernsdorf                    |                 | 50° 46′ 26″ N, 12° 39′ 37″ O |
| Pfarrhof Callenberg                                | Baugeschichtlich und ortsgeschichtlich von Bedeutung. Pfarrhaus mit Freitreppe, Seitengebäude in Fachwerk mit seltener Oberlaube, Pfarrhaus: Massiv, Putzfassade, zweigeschossig, fünf Achsen, Türportal, Freitreppe, Walmdach, dazu Seitengebäude | Callenberg           | Callenberg                   | Bild gesucht BW | 50° 50′ 37″ N, 12° 38′ 24″ O |
| Pfarrhaus Oberwiera                                | Baugeschichtlich und ortsgeschichtlich von Bedeutung, Fachwerkbau mit originalen Tür- und Fenstergewänden im Erdgeschoss Originale Tür- und Fenstergewände im EG, ehemaliges Wohnstallhaus eines ehemaligen Vierseithofes ? | Oberwiera            | Oberwiera                    |                 | 50° 53′ 39″ N, 12° 32′ 58″ O |
| Pfarrhaus Lichtentanne (Juri-Gagarin-Straße 160)   | Ortsgeschichtlich bedeutend, Gründerzeitgebäude. Pfarrhaus, villenartiges Gebäude, verwinkelter Grundriss, Putzbau auf Steinsockel, Ecktürmchen mit Welscher Haube, eingeschossiger Gemeindesaal, Walmdach, Eingangstür original, Zierfachwerk. | Lichtentanne         | Lichtentanne                 | Bild gesucht    | 50° 40′ 56″ N, 12° 26′ 4″ O  |
| Pfarrhaus Niederzschocken                          | Neben dem Kirchhofstorhaus stehendes, verputztes Fachwerkhaus von ortsgeschichtlicher und landschaftsprägender Bedeutung. Erdgeschoss massiv, Porphyrgewände, profilierter Türsturz, Obergeschoss Fachwerk, verputzt, Giebel Schiefer. | Hartenstein          | Niederzschocken              | Bild gesucht    | 50° 40′ 12″ N, 12° 38′ 55″ O |
| Pfarrhaus Lichtenstein                             | Pfarrhaus (zwei Hausnummern) mit rückwärtigem Anbau; | Lichtenstein/Sa.     | Lichtenstein/Sa.             | Bild gesucht    | 50° 45′ 18″ N, 12° 38′ 8″ O  |
| Pfarrhaus Lichtentanne (Hauptstr. 26)              | Ortsgeschichtlich bedeutend, von Woldemar Kandler im Zusammenhang mit dem Kirchenneubau errichtet. Zweigeschossiger quadratischer Putzbau mit angebautem Übergang zur Kirche, Walmdach mit Dachgaupe, Steinsockel, Auslucht. | Lichtentanne         | Lichtentanne                 | Bild gesucht    | 50° 41′ 44″ N, 12° 25′ 29″ O |
| Pfarrhaus Schönberg/Sa.                            | Schlichter Putzbau im Reformstil der Zeit um 1910, baugeschichtlich und ortsgeschichtlich von Bedeutung | Schönberg            | Schönberg                    | Bild gesucht    | 50° 52′ 38″ N, 12° 29′ 10″ O |
| Pfarrhaus Gersdorf                                 | Mit Fachwerk-Obergeschoss und barockem Stichbogenportal. Fachwerk-Obergeschoss verkleidet bzw. verbrettert, EG massiv, Stichbogenportal, liegender Stuhl | Gersdorf             | Gersdorf                     | Bild gesucht    | 50° 46′ 28″ N, 12° 42′ 10″ O |
| Pfarrhaus St. Christophori Hohenstein/Ernstthal    | Im Kern Barockbau, im Stil der Neorenaissance um 1900 überformt, baugeschichtlich, ortsgeschichtlich und ortsbildprägend von Bedeutung. Putzfassade, Zwerchgiebel, ältere Reste. | Hohenstein-Ernstthal | Hohenstein                   |                 | 50° 48′ 13″ N, 12° 42′ 22″ O |
| Pfarrhaus Härtensdorf                              | Gründerzeitlicher Ziegelsteinbau Klinkerbau auf Porphyrsockel, flacher Risalit mit Giebel, Fenstersturz aus Gussstein, Ableitungsbögen und Eckgliederung aus glasiertem Klinker, am Giebel Zierbalken | Wildenfels           | Härtensdorf                  | Bild gesucht    | 50° 40′ 29″ N, 12° 36′ 25″ O |
| Pfarrhaus Trünzig                                  | Gebäude in gutem Originalzustand, ortsbildprägend. Fünf Achsen, zweigeschossig, originale Fenster und Türen, ockerfarben, nach Brand neu erbaut, Krüppelwalmdach. | Langenbernsdorf      | Trünzig                      | Bild gesucht    | 50° 45′ 4″ N, 12° 14′ 28″ O  |
| Pfarrhaus Hartenstein/Sa.                          | Nach dem Stadtbrand von 1624 errichteter Massivbau von städtebaulichem und heimatgeschichtlichem Wert, wichtiges Bauwerk des Kirchplatzes. massiv, vier Achsen, zweigeschossig, Fenstergewände mit einer Hohlkehle, Satteldach | Hartenstein          | Hartenstein                  | Bild gesucht    | 50° 39′ 41″ N, 12° 40′ 12″ O |
| Pfarrhaus Meerane                                  | Zeittypischer repräsentativer Spätbarockbau mit schönem Korbbogenportal, von stadtgeschichtlicher und städtebaulicher Bedeutung, dominante Lage in unmittelbarer Kirchennähe im Ortszentrum Vermutlich eines der ältesten Gebäude von Meerane | Meerane              | Meerane                      |                 | 50° 51′ 4″ N, 12° 27′ 49″ O  |
| Pfarrhaus Vielau                                   | Ansprechender und qualitätvoller Bau im Landhausstil der Zeit um 1900, mit teilweise erhaltener Ausstattung, am Fußende des Kirchberges in ortsbildgestaltender Lage | Reinsdorf            | Vielau                       | Bild gesucht    | 50° 40′ 58″ N, 12° 32′ 34″ O |
| Pfarrhaus Kirchberg/Sa.                            | Zweigeschossiger massiver Putzbau mit Korbbogenportal, repräsentatives Barockhaus von hohem städtebaulichen Wert in sehr gutem Originalzustand. Fünf Achsen, Mansardwalmdach, zweiachsiges Zwerchhaus mit Dreiecksgiebel, Stichbogenportal mit Schlussstein | Kirchberg            | Kirchberg                    |                 | 50° 37′ 19″ N, 12° 31′ 32″ O |
| Pfarrhaus Wüstenbrand                              | Zeittypischer schlichter Putzbau mit gut erhaltener Innenausstattung von baugeschichtlichem, ortsgeschichtlichem und städtebaulichem Wert. Zweigeschossiger Putzbau mit wenigen Putzdekorationen (durch Bewuchs kaum zu beurteilen), im Inneren originale Ausstattung | Hohenstein-Ernstthal | Wüstenbrand                  | weitere Bilder  | 50° 48′ 52″ N, 12° 44′ 42″ O |
| Pfarrhaus St. Trinitatis Hohenstein-Ernstthal      | Barockbau mit schöner Haustür, Geburtshaus des Leipziger Historikers und Staatswissenschaftlers Karl Heinrich Ludwig Pölitz (1772–1832). Originale Fenster- und Türgewände, Haustür | Hohenstein-Ernstthal | Ernstthal                    | Bild gesucht    | 50° 48′ 6″ N, 12° 43′ 5″ O   |
| Pfarrhaus Lobsdorf                                 | Mit Fachwerk-Obergeschoss, ortsbildprägende Lage nahe Kirche und Kirchhof Pfarrhaus: Fachwerk-Obergeschoss, EG massiv, Satteldach, ehemals Wohnstallhaus, Fachwerk verschiefert, 1695 nach Brand erneuert | St. Egidien          | Lobsdorf                     |                 | 50° 48′ 55″ N, 12° 36′ 50″ O |
| Pfarrhaus Schönfels                                | Geschichtlich bedeutsamer Fachwerkbau, mit Rundbogenportal. Breitgelagerter Bau, zweigeschossig, Erdgeschoss: massiv, Obergeschoss: Fachwerk, Rundbogenportal mit Schlussstein, Sandsteingewände, Satteldach, Giebel teilweise verändert | Lichtentanne         | Schönfels                    | Bild gesucht    | 50° 40′ 27″ N, 12° 24′ 9″ O  |
| Pfarrhaus Reinsdorf                                | Villenartiger, reich dekorierter Gründerzeitbau und Dokument kirchgemeindlichen Lebens in Reinsdorf zweigeschossig, Mittelrisalit mit Zwerchhaus, Dach Schieferdeckung, Fenstergewände Naturstein, Putzfassade mit Klinker- und Sandsteindekoration | Reinsdorf            | Reinsdorf                    | Bild gesucht    | 50° 42′ 1″ N, 12° 33′ 24″ O  |
| Pfarrhaus Ortmannsdorf                             | Repräsentatives gründerzeitliches Pfarrhaus, Zeugnis der dörflichen Erneuerung um 1900 von ortsbildprägender Bedeutung Zweigeschossiger massiver Putzbau mit Klinker-Ziergliederung auf gequadertem Sockel, Straßenseite durch Mittelrisalit betont, | Mülsen               | Ortmannsdorf                 | Bild gesucht    | 50° 42′ 16″ N, 12° 37′ 1″ O  |
| Pfarrhaus Niederhaßlau                             | Gründerzeitlicher Klinkerbau mit Steinsockel und reich verzierter gusseiserner Einfriedung, von baugeschichtlicher und stadtgeschichtlicher Bedeutung originale Eingangstür | Wilkau-Haßlau        | Niederhaßlau                 |                 | 50° 40′ 30″ N, 12° 31′ 36″ O |
| Pfarrhaus der Matthäuskirche Bockwa                | Neogotischer Putzbau in gutem Originalzustand von stadtentwicklungsgeschichtlichem und städtebaulichem Wert. zweigeschossiger Putzbau, fünf Mal zwei Fensterachsen, Glattputz, relativ ungegliederte Fassade, Fensterbankgesims im 1. Obergeschoss | Zwickau              | Bockwa                       | Bild gesucht    | 50° 41′ 47″ N, 12° 29′ 56″ O |
| Pfarrhaus der Michaeliskirchgemeinde Wilkau        | Neogotischer Ziegelbau, baugeschichtlich und ortsgeschichtlich von Bedeutung, bildet bauliches Ensemble mit der benachbarten Michaeliskirche Architekt Hugo Altendorff aus Leipzig ? | Wilkau-Haßlau        | Wilkau                       | Bild gesucht    | 50° 40′ 22″ N, 12° 30′ 46″ O |
| Pfarrhaus der Pauluskirche Marienthal              | Gut erhaltener Fachwerkbau, teilweise verkleidet bzw. verputzt, von stadtgeschichtlicher, städtebaulicher und baugeschichtlicher Bedeutung. zweigeschossiger, breit lagernder Bau mit massivem EG, Obergeschoss Fachwerk verputzt bzw. verkleidet, Krüppelwalm | Zwickau              | Marienthal                   | Bild gesucht    | 50° 43′ 1″ N, 12° 27′ 16″ O  |
| Pfarrhaus der St. Laurentiusgemeinde Crimmitschau  | Bau im Stil der deutschen Neorenaissance. Putzfassade, Betontür- und Fenstergewände, Eckquaderung, schmiedeeiserne Gitter, reich verzierte Haustür, Bleiglasfenster, Zahnsc | Crimmitschau         | Crimmitschau                 | Bild gesucht    | 50° 49′ 3″ N, 12° 23′ 14″ O  |
| Pfarrhaus Cainsdorf                                | Klinkerbau in sehr gutem Originalzustand im neugotischen Stil | Zwickau              | Cainsdorf                    |                 | 50° 40′ 39″ N, 12° 29′ 28″ O |
| Pfarrhaus Ebersbrunn                               | Zweigeschossiger Putzbau auf Natursteinsockel, Granitgewände, profiliertes Kranzgesims, regelmäßig angeordnete Giebel, Inschrifttafel: Ich und mein Haus wir wollen dem Herrn dienen 1892, Architekt Lange aus Leipzig. | Lichtentanne         | Ebersbrunn                   | weitere Bilder  | 50° 39′ 10″ N, 12° 26′ 21″ O |
| Pfarrhaus Schönberg/Sa.                            | Pfarrhaus mit Thüringer-Leiter-Fachwerk und aufwendig gestaltetem Segmentbogenportal EG Bruchsteinmauerwerk, Obergeschoss Fachwerk, Türgewände Porphyr datiert, Umfassungsmauer - Bruchsteinmauer | Schönberg            | Schönberg                    | Bild gesucht    | 50° 53′ 9″ N, 12° 29′ 47″ O  |
| Pfarrhaus Waldenburg                               | Ortsgeschichtlich und baugeschichtlich von Bedeutung, repräsentatives Gründerzeitgebäude in städtebaulich markanter Lage, Mezzaningeschoss, Putz verändert | Waldenburg           | Waldenburg                   | weitere Bilder  | 50° 52′ 31″ N, 12° 35′ 57″ O |
| Pfarrhaus Langenbernsdorf                          | Bemerkenswerte Fachwerkbauten, Pfarrhaus mit repräsentativem Treppenaufgang. Fachwerk-Obergeschoss, Erdgeschoss massiv, mit originaler Haustür und Türgewände, Krüppelwalmdach | Langenbernsdorf      | Langenbernsdorf              |                 | 50° 45′ 22″ N, 12° 19′ 23″ O |
| Pfarrhaus Lauterbach                               | Ortsgeschichtlich und baugeschichtlich von Bedeutung, das Seitengebäude ein Fachwerkbau, ortsbildprägende Lage an der Kirche Pfarrhaus: EG mit Kreuzgewölbe, unterkellert, Obergeschoss Fachwerk, EG massiv Bruchsteinmauerwerk | Neukirchen/Pleiße    | Lauterbach                   | Bild gesucht    | 50° 46′ 32″ N, 12° 23′ 42″ O |
| Pfarrhaus St. Jacob (Mülsen)                       | Als ehemaliger Pfarrhof neben der Kirche von ortsgeschichtlichem und dorfbildcharakterisierendem Wert (1) Scheune (ist im Jahr 2000 abgebrochen worden): Fachwerkbau, teilweise Verblattungen, Ziegelausfachung, (2) Wohnstallhaus: Obergeschoß Fachwerk | Mülsen               | Mülsen St. Jacob             | Bild gesucht    | 50° 43′ 45″ N, 12° 34′ 58″ O |
| Pfarrhaus Thierfeld                                | Pfarrhaus: großer, alter Baukörper, Erdgeschoss massiv, teils Holzfenstergewände, Obergeschoss Fachwerk, verbrettert, Giebeldreieck Schiefer, Scheune: langer Baukörper | Hartenstein          | Thierfeld                    | Bild gesucht    | 50° 39′ 51″ N, 12° 40′ 47″ O |
| Pfarrhaus Langenreinsdorf                          | Im Barock errichtetes Bauensemble in Fachwerkbauweise, sehr alte Scheune (Kopfstreben), ortsgeschichtlich und baugeschichtlich von Bedeutung. Pfarrhaus: EG massiv, Obergeschoss Fachwerk, teilweise auch im EG Fachwerk, Holzeinschubdecke mit Datierung | Crimmitschau         | Langenreinsdorf              |                 | 50° 47′ 56″ N, 12° 20′ 35″ O |
| Pfarrhaus Limbach-Kändler                          | Anspruchsvoll gestalteter Putzbau von baugeschichtlichem und ortsgeschichtlichem Wert, im Reform- und Heimatstil der Zeit um 1910 | Limbach-Oberfrohna   | Kändler                      | weitere Bilder  | 50° 51′ 10″ N, 12° 47′ 35″ O |
| Pfarrhaus Mosel                                    | Pfarrhaus: Fachwerk-Obergeschoss verschiefert, Krüppelwalmdach mit halbem Schopf, Erdgeschoss massiv, Fenstergewände erhalten, Stichbogenportale an beiden Traufseiten mit Schlusssteinen, Fenster- und Türlaibung mit Korbbogenabschluss, Seitengebäude: kräftiger Schwellenkranz des Obergeschosses, strebenreiches und holzreiches Fachwerk-Obergeschoss, Erdgeschoss massiv, dort Remise und Ställe | Zwickau              | Mosel (Zwickau)              |                 | 50° 46′ 55″ N, 12° 28′ 27″ O |
| Pfarrhaus Oberlungwitz                             | Baugeschichtlich und ortsgeschichtlich von Bedeutung, schöne Tür- und Fenstergewände, mit Fachwerk-Obergeschoss, ortsbildprägende Lage am Kirchhof Ein Gebäude massiv, nach 1850, die anderen Gebäude Fachwerk-Obergeschoss, EG massiv, Krüppelwalm | Oberlungwitz         | Oberlungwitz                 | Bild gesucht    | 50° 47′ 11″ N, 12° 43′ 20″ O |
| Pfarrhaus Rußdorf                                  | 1. H. 19. Jh., klassizistisches Portal Obergeschoss Fachwerk verschiefert, Türgewände m. Inschrift | Limbach-Oberfrohna   | Rußdorf (Limbach-Oberfrohna) | weitere Bilder  | 50° 50′ 57″ N, 12° 43′ 5″ O  |
| Pfarrhof Weißbach                                  | Imposanter ortsbildprägender Pfarrhof mit mächtigem Pfarrhaus, das Fachwerk des Pfarrhauses verschiefert, Teil der alten Ortsstruktur. Pfarrhaus: großer Massivbau in Hanglage, Obergeschoss | Langenweißbach       | Weißbach                     |                 | 50° 37′ 41″ N, 12° 35′ 7″ O  |
| Pfarrhof Langenchursdorf                           | Baugeschichtlich und ortsgeschichtlich von Bedeutung. Pfarrhaus mit Putzfassade und hübschem Türportal, * Pfarrhaus: 1844–1845 von Maurermeister Heinsius aus Waldenburg, massiv, zweigeschossig, Putzfassade, Satteldach, Türportal, Fassade modern | Callenberg           | Langenchursdorf              |                 | 50° 51′ 44″ N, 12° 39′ 48″ O |
| Pfarrhof Hirschfeld                                | Anlage mit hoher Authentizität, überwiegend Fachwerkbauten, in dieser Art einmalig im Landkreis, insbesondere die Blockscheune. Wohnstallhaus Substitutenhaus: Erdgeschoss | Hirschfeld           | Hirschfeld                   | Bild gesucht    | 50° 37′ 16″ N, 12° 27′ 47″ O |
| Pfarrhof Mülsen                                    | Eindrucksvolles Gebäudeensemble in unmittelbarer Nähe zur Kirche, Fachwerkbauten von orts- und baugeschichtlicher Bedeutung Pfarrhaus bezeichnet 1800, Obergeschoß Kunstschiefer, eine Haustür Natursteingewände, (?) Kantorat, heute Pfarramt | Mülsen               | Mülsen St. Niclas            | Bild gesucht    | 50° 43′ 8″ N, 12° 35′ 49″ O  |
| Priesterhäuser Zwickau                             | Mittelalterliche Anlage von großer stadtgeschichtlicher und städtebaulicher Bedeutung. Platzanlage in wesentlichen Strukturen bis heute überliefert, begrenzt von verschiedenen Gebäuden u. a. den Priesterhäusern aus der Entstehungszeit | Zwickau              | Zwickau                      |                 | 50° 43′ 4″ N, 12° 29′ 41″ O  |
| Gemeindehaus Landeskirchliche Gemeinschaft, Werdau | Kulturdenkmal in Sachsen: Ehemalige Maschinenfabrik (im Hinterhof des Mietshauses), heute Gemeindehaus der Landeskirchlichen Gemeinschaft, bau- und ortsgeschichtlich von Bedeutung | Werdau               | Werdau                       |                 | 50° 43′ 32″ N, 12° 22′ 16″ O |
| Ehem. Superintendentur Werdau                      | Ehem. Superintendentur mit Gemeindehaus in Werdau, heute Diakonie Stadtmission Zwickau, bau- und ortsgeschichtlich von Bedeutung, im Reformstil der Zeit um 1910 | Werdau               | Werdau                       |                 | 50° 44′ 0″ N, 12° 22′ 26″ O  |

## Friedhöfe
| Artikel                      | Beschreibung | Gemeinde   | Ort        | Bild            | Koordinaten                  |
| ---------------------------- | --- | ---------- | ---------- | --------------- | ---------------------------- |
| Friedhof Crossen             | Um 1865 nach einer Cholera-Epidemie außerhalb des Ortes angelegt. Friedhofsgestaltung: Vor der Feierhalle befindet sich ein quadratischer Platz                                      | Zwickau    | Crossen    | Bild gesucht    | 50° 45′ 27″ N, 12° 29′ 47″ O |
| Friedhof Pölbitz             | Friedhofskapelle, Grabfeld für Zwangsarbeiter, Erbbegräbnisse der Familien Fritzsche und Winkler, drei Kindergräber in der Abteilung VIII, Ehrenmal für Kämpfer gegen den Faschismus | Zwickau    | Pölbitz    | Bild gesucht    | 50° 44′ 32″ N, 12° 30′ 25″ O |
| Paulusfriedhof Zwickau       | Sachgesamtheit Paulusfriedhof mit Friedhofskapelle (1878), Leichenhalle (1876), Kriegerdenkmal (1927)                                                                                | Zwickau    | Zwickau    | Bild gesucht BW | 50° 42′ 49″ N, 12° 27′ 10″ O |
| Friedhof Wildenfels          | Einfriedung: Bruchsteinmauer mit Schieferdeckung, Friedhofsportal: Bogenportal aus Bruchstein, mit Friedhofskapelle und Grufthaus                                                    | Wildenfels | Wildenfels | Bild gesucht    | 50° 44′ 10″ N, 12° 23′ 0″ O  |
| Jüdischer Friedhof (Zwickau) | 1905 angelegt, 1938 zerstört und 2003 erneut geschändet | Zwickau    | Zwickau    |                 | 50° 44′ 32″ N, 12° 30′ 34″ O |

 ∑ 207 Einträge